# Laetiporus persicinus
Laetiporus persicinus är en svampart som först beskrevs av Berk. & M.A. Curtis, och fick sitt nu gällande namn av Robert Lee Gilbertson 1981. Laetiporus persicinus ingår i släktet Laetiporus och familjen Fomitopsidaceae.   Inga underarter finns listade i Catalogue of Life.